# Nate Grey
Nathaniel Grey (alias X-Man) es un superhéroe ficticio que aparece en los cómics estadounidenses publicados por Marvel Comics, comúnmente en asociación con los X-Men. Creado por el escritor Jeph Loeb y el artista Steve Skroce, el personaje apareció por primera vez en X-Man # 1 (marzo de 1995).
X-Man es una versión alternativa del héroe regular del Universo Marvel, Cable, proveniente de la realidad "Era de Apocalipsis" (Tierra-295). Es el hijo biológico de Scott Summers y Jean Grey de su dimensión, nacido de la manipulación genética por parte de Mr. Siniestro. Su primer nombre se deriva del nombre real de su creador (Mr. Siniestro), Nathaniel Essex, y su apellido de su madre genética Jean Grey. Debido a que no estaba infectado por un virus tecno-orgánico como Cable, Nate logró una gran capacidad telepática y poderes telequinéticos (reflejando los que Cable habría tenido sin el virus), y fue uno de los mutantes más poderosos que existieron durante su vida.
X-Man fue originalmente una miniserie que reemplazó a Cable durante la historia de realidad alternativa "Era de Apocalipsis" de 1995. Sin embargo, Marvel transportó a Nate Grey a su universo compartido habitual después de que terminó la historia. La serie duró hasta 2001, durante la cual Nate luchó por ser la persona más poderosa en un mundo extraño. La serie terminó con su muerte aparentemente sacrificada.
A pesar de su nombre, X-Man fue solo brevemente un miembro de los X-Men, tanto en la realidad Era de Apocalipsis como en la realidad regular. Inicialmente, se hacía referencia al personaje solo por su nombre real, tanto en la Era del Apocalipsis como en el universo primario de Marvel. Poco antes del evento cruzado Onslaught, Nate comenzó a ser conocido esporádicamente como X-Man, sin explicación del origen en el universo del nombre en clave.

## Historial de publicaciones
Nate Gray apareció por primera vez en una miniserie homónima de cuatro números en 1995 escrita por Jeph Loeb y dibujada por Steve Skroce. Posteriormente, el personaje protagonizó una serie en curso homónima. Cuando las ventas comenzaron a disminuir en 2000, Warren Ellis renovó la serie como parte del evento Revolución que comenzó con el número 64. La nueva dirección no tuvo éxito y X-Man fue cancelado en el número 75 en 2001.
El personaje regresó durante Dark Reign en la miniserie Dark X-Men de 2009. También apareció en New Mutants vol 3 # 25-50.

## Biografía ficticia

### Era de Apocalipsis
En la realidad paralela conocida como la Era de Apocalipsis, Mr. Siniestro, uno de los jinetes de élite de Apocalipsis, ha creado artificialmente a Nate (nombrándolo Nathan Grey), a partir de material genético de Cíclope y Jean Grey. Siniestro creó a Nate como el mutante máximo y esperaba usarlo en su lucha contra Apocalipsis.
Sin embargo, Cíclope, en sus muchas incursiones subversivas en los planes de Siniestro, ayudó a escapar a Nate de la guarida del villano, sin saber su conexión con él. De alguna manera, Nate terminó bajo la tutela de Forja y varios otros mutantes marginados. Forja comenzó el largo proceso de enseñanza de Nate tales como aprender a controlar sus poderes, así como los beneficios de ser un "buen tipo". Nate también comenzó a ver de primera mano los horrores del mundo Apocalipsis, y estaba decidido a derribarlo.
Siniestro se infiltró en el grupo de Forja disfrazado de vagabundo para seguir los progresos de Nate, y finalmente mató a Forja. Nate luchó contra Siniestro para vengar la muerte de Forja. Durante el conflicto, Siniestro dejó a Nate leer su mente y le reveló su origen. Nate dejó a Siniestro y enfocó sus esfuerzos contra Apocalipsis. Nate apareció en la pelea final entre los X-Men y Apocalipsis. La Era de Apocalipsis fue arrasada. En respuesta, un enojado Nate empaló a Holocausto con un fragmento del Cristal M'Kraan. Las consecuencias de ese acto fueron inesperadas y de gran alcance: Nate y Holocausto fueron transportados a la "realidad normal" (Tierra 616).

### Onslaught
Nate llega a Suiza, y en su confusión, inconscientemente resucita a Madelyne Pryor en su intento subconsciente para llegar a su "madre". Madelyne ayuda a Nate a adaptarse a esta realidad, pero son separados poco después por Selene. Nate vaga por la Tierra solo, encontrándose con muchos que desean utilizar su poder, o solo ayudarlo (Bestia Oscura, Sugar Man, el Profesor X, Cable, Exodus, Moira MacTaggert, Rogue y Mr. Siniestro). Durante este tiempo, él involuntariamente contribuye a la manifestación eventual de Onslaught Esta hazaña inspira a Onslaught, en la mente de Xavier, para crear un cuerpo psíquico para sí mismo, dando lugar al Onslaugth independiente. Finalmente, Nate se reúne con Threnody, una de las secuaces de Siniestro en busca de libertad. Después de rescatarla de los Merodeadores, la pareja forma una asociación mutuamente beneficiosa: Nate le ofrece protección, mientras que Threnody actúa como su guía por el mundo. Se separaron brevemente durante los eventos puestos en marcha por Onslaught, pero pronto se reunierom y refugiaron en Nueva York después de su derrota. X-man es secuestrado por Onslaught para incrementar su poder, pero es rescatado por los X-Men, los Vengadores y los Cuatro Fantásticos. Su relación con Threnody se profundiza a pesar de las persistentes dudas de Nate en su conexión con Siniestro, pero Threnody finalmente lo deja al no estar dispuesto a responder preguntas sobre su pasado.

### Carrera superheroica
Creyendo que Threnody estaba muerta, Nate comienza una amistad con Spider-Man. Nate es atacado por Morbius, el vampiro viviente, que también ataca a Threnody, pero Nate interviene con ayuda de Spider-Man.
Nate desafía a Threnody para volver con él. Pronto descubre que Madelyne Pryor reapareció en Suiza. Nate es interceptado por Jean Grey, quien lo ayuda a vencer a Madelyne. Nate visita a Moira MacTaggert en busca de respuestas. Allí se encuentra con Kaos, quien lo invita a unirse a la Hermandad de mutantes diabólicos.
Nate ayuda a liberar a Aurora, un exmiembro de Alpha Flight, del Departamento H de Canadá. Kaos ayuda a Nate a recuperar su telekinesis hasta el punto de que puede volar de nuevo a través de una cámara de meditación. Nate descubre después de la operación detrás de liberar a Aurora: obtener botes de Coldsnap-9, un gas letal. Peor aún, Nate descubre que la Bestia Oscura es un miembro de la Hermandad. Nate intenta separar Aurora de la Hermandad, pero rápidamente se da cuenta de que debido a los cambios de su personalidad, necesita un tratamiento que solo Bestia Oscura le puede proporcionar. Sin embargo, Nate se niega a dejar el gas en manos de la Hermandad, y abre todos los botes, exponiéndose al gas. Nate sobrevive debido a la devolución oportuna de su telequinesis en su mejor momento, pero se derrumba de agotamiento en Nueva York, donde es encontrado y cuidado por tres chicas misterioso llamadas Jam (Jasmine Archer), Marita, y Bux. Poco después, Nate es alertado telepáticamente por cable para proteger a los hijos de la hermana de Jean, Sara Grey, de los Centinelas Prime de la Operación: Cero Tolerancia. Nate rescata a los niños a pesar de su estado debilitado, dejando a Joey y Gailyn en el cuidado de sus abuelos.
Nate es atacado por el Jackknife, asesino psicótico, un seguidor de la Abominación. Nate se sin saberlo, despertó el potencial latente de Jackknife en el pasado, y aunque Jackknife resulta inmune a las habilidades de Nate, Nate se las arregla para derrotarlo, ganándose el favor de muchos ciudadanos que son testigos de la batalla. Al día siguiente, Jam pierde un brazo en un accidente de motocicleta, pero misteriosamente es curado por un médico que tuvo contacto con Nate. El milagro de Nate aumenta su popularidad aún más, y es admirado por cientos de seguidores. Nate frustra un ataque terrorista, pero cuando se siguen perdiendo vidas, sus admiradores se vuelven contra el. Nate descubre que el responsable del accidente de Jam, así como de su ascenso a la fama, es el Hombre Púrpura, que ha estado controlando aNate y los ciudadanos con sus feromonas. El Hombre Púrpura espera convertir a Nate en un mesías moderno y usar su poder para alterar la realidad. El plan fracasa: Nate se resiste a ser controlado, y al enterarse de que el brazo de Jam era solo una proyección psiónica, pierde la fe en sí mismo. En su desesperación, Nate intenta borrar todos los recuerdos de sí mismo a partir de la mente de los neoyorquinos. Spider-Man interviene, suplicando a Nate para no hacerlo. Más tarde, Madelyne Pryor vuelve a él.
Una vez que se instala en Canadá, Madelyne parece decidida a forzar a Nate que admita que la necesita. Nate se resiste, y está preocupado por una visión de pesadilla de su fin: luchando contra un loco enmascarado en una pirámide. Esto hace que se desate una gran explosión de poder en el mundo real, lo que despierta tres de las grandes bestias: Tundra, Kolomaq y Somon. Nate destruye a Tundra, y lanza a Kolomaq y Somon al espacio para evitar la destrucción de un pueblo cercano. Madelyne se niega a interpretar el papel del heroína y huye de nuevo a Suiza. Mientras se recuperaba en el cuidado de Madelyne, Nate se da cuenta de que el poder mutante de Threnody no solo podría permitirle escapar de la muerte, sino también renar su energía. Él la busca en su psi-avión, pero Madelyne interfiere celosamente.
Nate y Madelyne protegen la ciudad de Clifden de varios desastres, que son eventualmente vinculados a tec-gnomos. Durante este evento, Nate viaja a Irlanda, donde se enfrenta al verdadero responsable: Holocausto.
Nate se entera de que Blaquesmith ha estado enviando las visiones como una advertencia, y los tec-gnomos como una prueba, con el fin de preparar a Nate para un futuro que debe evitar a toda costa. Nate y Madelyne viajan a Latveria para una confrontación con el resucitado Stryfe, el clon maligno de Cable.
Nate también continuamente perseguido por la Operación: Gauntlet, una fuerza de tarea especial de las Naciones Unidas, que había sido ordenada especialmente para atacar y destruir a Nate, enfocándolo como la mayor amenaza potencial para la vida en la Tierra. Durante su enfrentamiento final en Irlanda contra el villano Ness, Madelyne aparentemente muere. Sin embargo, ella solo había sido despojada de su energía vital durante la batalla intensa hasta el punto de que ahora estaba físicamente ha envejecido, y secretamente decidió abandonar a Nate en lugar de dejar que la viera en esas condiciones.
Nate tuvo combates con otros compañeros refugiados de la Era de Apocalipsis, tales como Bestia Oscura (que de nuevo se unió a Gene Nación contra Nate, que se asoció brevemente con la Generación X). El también combate a Sugar Man y Holocausto (que ahora se hace llamar Némesis).
Nate visitó a su "padres", Scott y Jean. Como los X-Men se han disuelto, Nate (junto a Arcángel, Wolverine y Cable) fue una de las pocas personas que Jean y Scott pidieron ayuda, ya que los necesitaban para defender la nueva raza "los Mannites" del misteriosos Jinete de la Muerte. Después de reunirse con los Cuatro Fantásticos, Nate sería capturado por un Caliban, por orden del Apocalipsis que planeaban utilizar a Nate como el nuevo anfitrión de su alma. Sin embargo, en última instancia, Cíclope se sacrificó en lugar de su "hijo", un acto que a la larga tendría muchas repercusiones significativas para los X-Men.
Nate se reunió también con Threnody, quien reveló las circunstancias de su separación (principalmente, que Madelyne la había intentado matar). Sin embargo, durante su tiempo separados, Threnody se había desarrollado plenamente en una mutante-diosa, constantemente perseguido por "zomboids", y sin ningún deseo de reformarse a pesar de la devoción de Nate para salvarla. Se separaron para siempre, y aunque Threnody revela haber dado a luz a un bebé monstruoso, la identidad del padre sigue siendo desconocida.

### Chamán de la raza mutante
Madelyne Pryor finalmente regresó algún tiempo después, pero ella estaba manipulando a Nate en sus sueños y le hace destruir cosas. Finalmente se reveló que ella era una Madelyne de otra dimensión, que había matado a la Madelyne original poco después de su último encuentro con Nate en Irlanda. Esta Madelyne necesitaba a Nate para hacer algo por ella y le mostró cómo cambiar entre tierras paralelas o realidades alternas. Ella quería usar el vasto poder de Nate para ayudarla a gobernar su tierra. Nate la rechazó, y fue localizado por la versión de esa realidad alternativa de sí mismo, que era una versión rota de Nate Grey que también se consideraba un chamán para la gente de la Tierra. Nate leyó la mente de su yo alternativo para aprender las complejidades de las realidades alternas. Nate también aprendió cómo Madelyne tomaría cada Nate Grey de estas realidades alternativas con la esperanza de encontrarlos "plenamente funcionales" para usarlos como armas para gobernar. También mostró a Nate cómo hablar con un muerto para que pudieran obtener información. El hombre muerto era el Forja de esa realidad, que era amante de un Madelyne. Forja reveló que Madelyne era realmente una malvada Jean Grey de otra tierra paralela y era una impostora haciéndose pasar por Madelyne.
Después de la fusión con su otro yo, Nate volvió a la continuidad regular.
Después de la derrota de la malvada Jean Grey, Nate se propuso hacer una diferencia en el mundo y se considera a sí mismo un chamán mutante, con pocos escrúpulos sobre el uso de su poder para hacer justicia a sus compañeros mutantes. A continuación, trató y detuvo al loco Qabiri de la destruir todas las tierras alternativas en la Espiral de Tierras. Qabiri fue capaz de destruir varias tierras, pero Nate fue capaz de detenerlo.
Por último, se enfrentó con el Anti-hombre, un alienígena enviado a la Tierra para inseminar con su código genético en todas las células vivas en el planeta para que su pueblo pudiera cosechar la energía resultante. Para salvar al mundo de la destrucción, Nate se fusionó con el Anti-hombre, "envenenando" a las células de la Tierra con su presencia y autodestruyendose.

### Retorno
Nate reaparece una vez más, en un pequeño pueblo, donde su presencia hace que muchos de los habitantes de Dreamwalk repitan continuamente "Yo soy un X-Man." Norman Osborn envía a su equipo de X-Men, que consiste en Mimic, Daken, Bestia Oscura y Mystique, para investigar y para sensibilizar a la opinión pública.
Tanto Mimic como Daken se ven abrumados con las energías de Nate y dejan a Mystique y la Bestia Oscura solos con un paciente que estaban examinando. Nate, una vez más toma forma física, con gran conmoción y el horror de Bestia.
Nate ataca furiosamente a Bestia pero no se da cuenta de que Jean es en realidad Mystique que logra distraerlo lo suficiente para salvar la vida de la Bestia Oscura. La PSI-División logra contactar a Nate solo para absorber la mayor parte de sus energías psíquicas y de aprender lo que le ha sucedido al mundo y a la raza mutante en sulos X-Men de Osborn. Él logra derrotar a Sentry. Solo Ares es una amenaza. Dado que Ares es la personificación de la guerra, Nate es incapaz de luchar contra él. Mimic, arrastra a Nate a otro plano de la existencia. Después de una breve conversación, una vez más se enfrenta a Ares.
Nate ha tomado posesión del cuerpo de Norman, pero Mystique lo descubre y recluta a los X-Men Oscuros para combatirlo. En el combate, Norman Osborn revierte a su personalidad de Green Goblin.
Al enterarse de que Nate Grey estaba vivo, Cíclope reorganiza a los Nuevos Mutantes bajo el liderazgo de Danielle Moonstar y les dice que se encuentren a Nate y lo lleven a casa. Nate se encuentra en una instalación de HAMMER abandonada en un esquema sádico del Sugar Man. Sugar Man tiene la esperanza de que se abra un portal a la realidad original del villano )La Era de Apocalipsis). Nate utiliza toda su fuerza y su fuerza de voluntad para abrir un portal a su realidad original, pero antes de que Sugar Man puede escapar a ella, es derrotado por los Nuevos Mutantes. Nate se muda a Utopía, donde se revela que él quemó la mayor parte de sus poderes, mientras abría el portal.
Después de mudarse con los Nuevos Mutantes a San Francisco, Nate ayuda a la búsqueda de Clarice Ferguson, alias Blink. Después de su aventura, Blink decide viajar a la Academia Jean Grey para aprender más sobre sus poderes.
Nate comienza un romance con Danielle Moonstar.

## Poderes
Originalmente diseñado para que sus poderes finalmente lo mataran, Nate era un mutante nivel Omega que tenía la habilidad de aprovechar los enormes recursos psíquicos del plano astral con el fin de manipular la materia y la energía a escalas casi cósmicas. Esto le otorgó increíbles poderes psíquicos como la telepatía, la precognición, y la telequinesis. Podía usar su telepatía para leer y controlar las mentes de varios a la vez e incluso leer impresiones residuales de pensamiento en los objetos tocados por personas ( psicometría ), comunicarse con otras personas mediante la difusión de sus ideas, crear ilusiones mediante la alteración de las percepciones de otros, explosiones de fuego psionicas que podían codificar los procesos de pensamiento de un adversario, proyectar su mente en el plano astral, e incluso tirar de las proyecciones astrales de otros telépatas en el mundo físico. En una ocasión incluso utilizó la transmisión fotoeléctrico de un holograma Shi'ar para conectar psiónicamente su mente con la de la Emperatriz Lilandra sobre una distancia interestelar desconocida.
Su telequinesis era tan poderosa que podía mover objetos con la mente, crear explosiones de fuego de energía psicoquinética que podía romper el acero, crear barreras mentales que pudieran detener la mayoría de los ataques, levitar su cuerpo y volar a velocidades supersónicas. Su control sobre su telequinesis era tan agudo que fue capaz de crear hologramas para manipular mentalmente las moléculas de agua. También fue capaz de usar su telequinesis para doblar el campo magnético de la Tierra y crear pulsos electromagnéticos.
Después de su breve regreso de sus viajes dimensionales, Nate muestran habilidades adicionales, que incluyen la precognición, la facultad de ver planos superiores de existencia, para reconstituir su cuerpo de la energía astral de una manera similar a Onslaught y transformar su cuerpo físico en energía astral.
Sin embargo, Nate perdió la mayor parte de sus poderes después de usar casi toda su fuerza y fuerza de voluntad para abrir un portal a Sugar Man a la Era de Apocalipsis, un proceso que le daño agudamente.

## En otros medios

### Cine
- En X-Men: días del futuro pasado, se ve a un carroñero mutante parecido a Nathaniel Grey / X-Man excavando entre los escombros de la Mansión X antes de ser asesinado por los Centinelas. Al final de la película, aparece en la nueva línea de tiempo de 2023 en la Mansión X.

### Videojuegos
- Nate Grey es un personaje jugable en la versión PSP de X-Men Legends II: Rise of Apocalypse.